# Lakkikoppa, Shiggaon
Lakkikoppa là một làng thuộc tehsil Shiggaon, huyện Haveri, bang Karnataka, Ấn Độ.